# Biltmore Estate

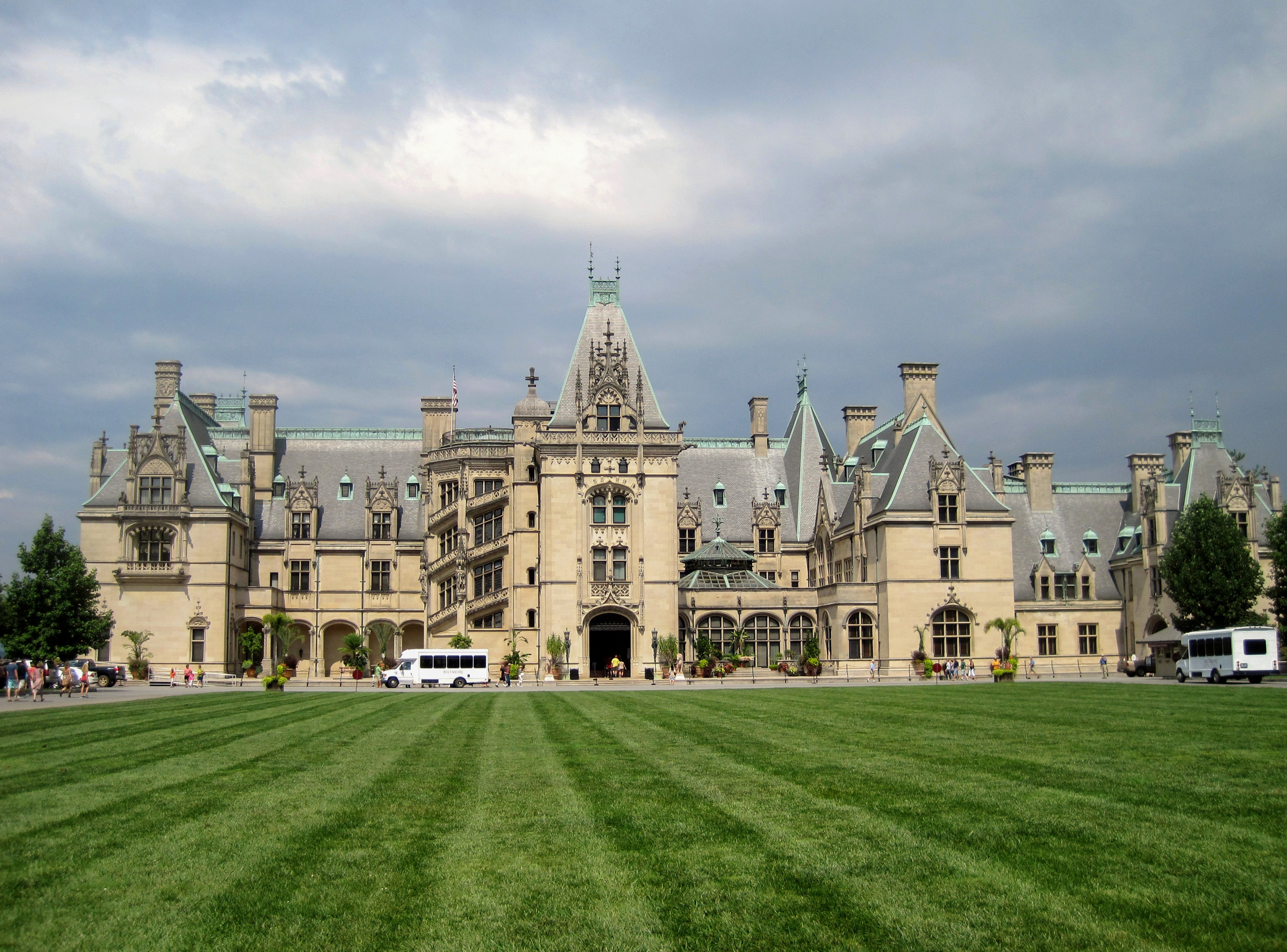
Biltmore Estate, 2012.

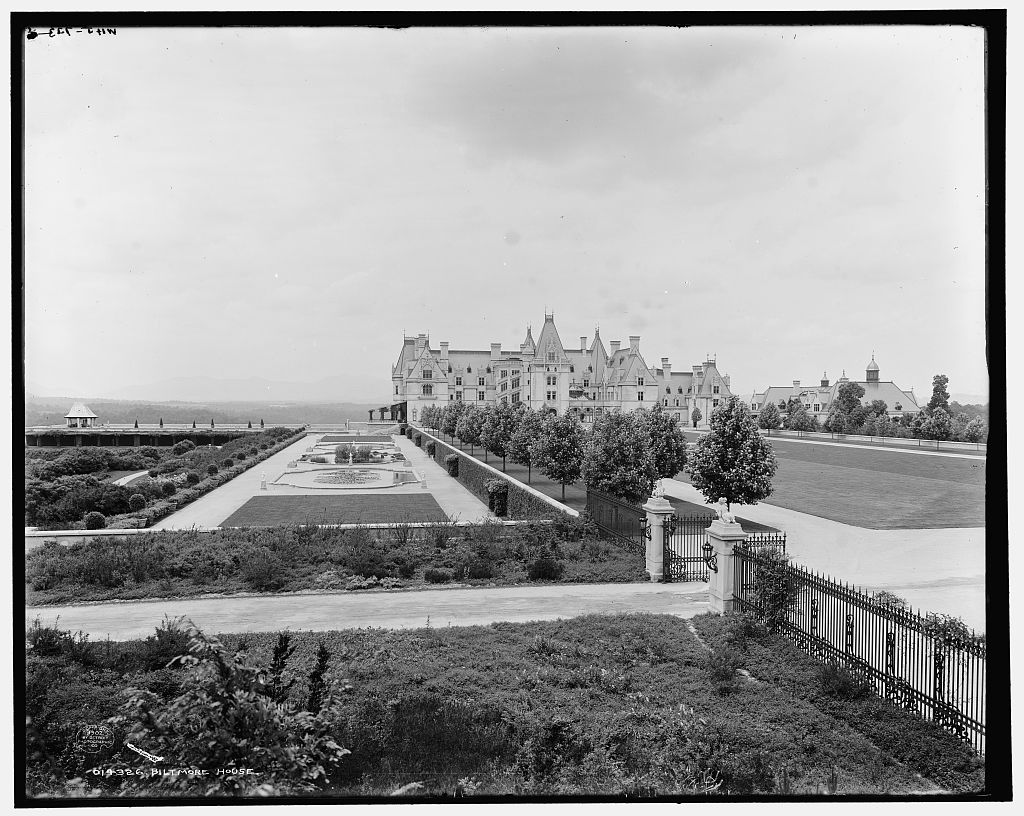
Biltmore Estate, 1902.

Biltmore Estate är en herrgårdsbyggnad i fransk renässansstil nära Asheville i North Carolina, som började byggas 1889 och stod klart 1895. Den läts uppföras av George Washington Vanderbilt II efter ritningar av arkitekten Richard Morris Hunt. Huset är 15 427 kvadratmeter stort och är det största privatägda huset i USA. Huset ägs fortfarande av familjen Vanderbilt och drivs som ett museum.
Huset har figurerat i flera filmer, till exempel Svanen (1956), Välkommen Mr. Chance! (1979), Den siste mohikanen (1992), Forrest Gump (1994), Richie Rich (1994) och Hannibal (2001).
Den tillhörande parken är uppförd i fransk och engelsk stil.